# 黃元恭
黃元恭（1516年—1580年），字資禮，號省菴，浙江寧波府鄞縣人，民籍，明朝政治人物。

## 生平
嘉靖二十二年（1543年）癸卯科浙江鄉試第二十六名舉人。嘉靖二十六年（1547年）中式丁未科會試第一百八十三名，登第二甲第六十五名進士。授工部营缮司主事，升屯田司员外郎，贬漳州府通判，三十二年二月丁父忧。服除，從赵文华剿倭，三十五年十一月以海寇徐海平，加俸一级，遷南京兵部武选司主事，进武库郎中，不久升河南按察司佥事，整饬颍州兵备，三十八年九月因剿倭不力，被革职闲住。卒年六十五，著有《漫游集》。

## 家族
宋殿中侍御史黄龟年之后，元代時有提領黄琇幼年育于舅氏薛子良家，改姓薛。曾祖薛瑛，庐陵县教諭 以孫贈大中大夫光祿寺卿；祖父薛驥，姑苏驛丞，以仲子黄宗明贈大中大夫光祿寺卿。至黄宗欽、黄宗明兄弟時復姓黄。父黃宗欽（1482年-1553年），字尧甫，號稱濟川居士，嘉靖四年乙酉（1525年）选授合肥县丞，摄巢县事，以母喪去职。服阕，补吴江，董税事。升睦寧知縣。前母范氏；母周氏，封孺人。具庆下。兄元肅，监生、南京鸿胪寺署丞；弟元意，武寧县丞、府知事。。